# Andrzej Strzelecki
Andrzej Tadeusz Strzelecki (ur. 4 lutego 1952 w Warszawie, zm. 17 lipca 2020 w Rajszewie) – polski reżyser oraz aktor teatralny i filmowy, prezenter telewizyjny, satyryk, scenarzysta i nauczyciel akademicki; profesor sztuk teatralnych, rektor Akademii Teatralnej im. Aleksandra Zelwerowicza w Warszawie (2008–2016); gracz i działacz golfowy.

## Życiorys

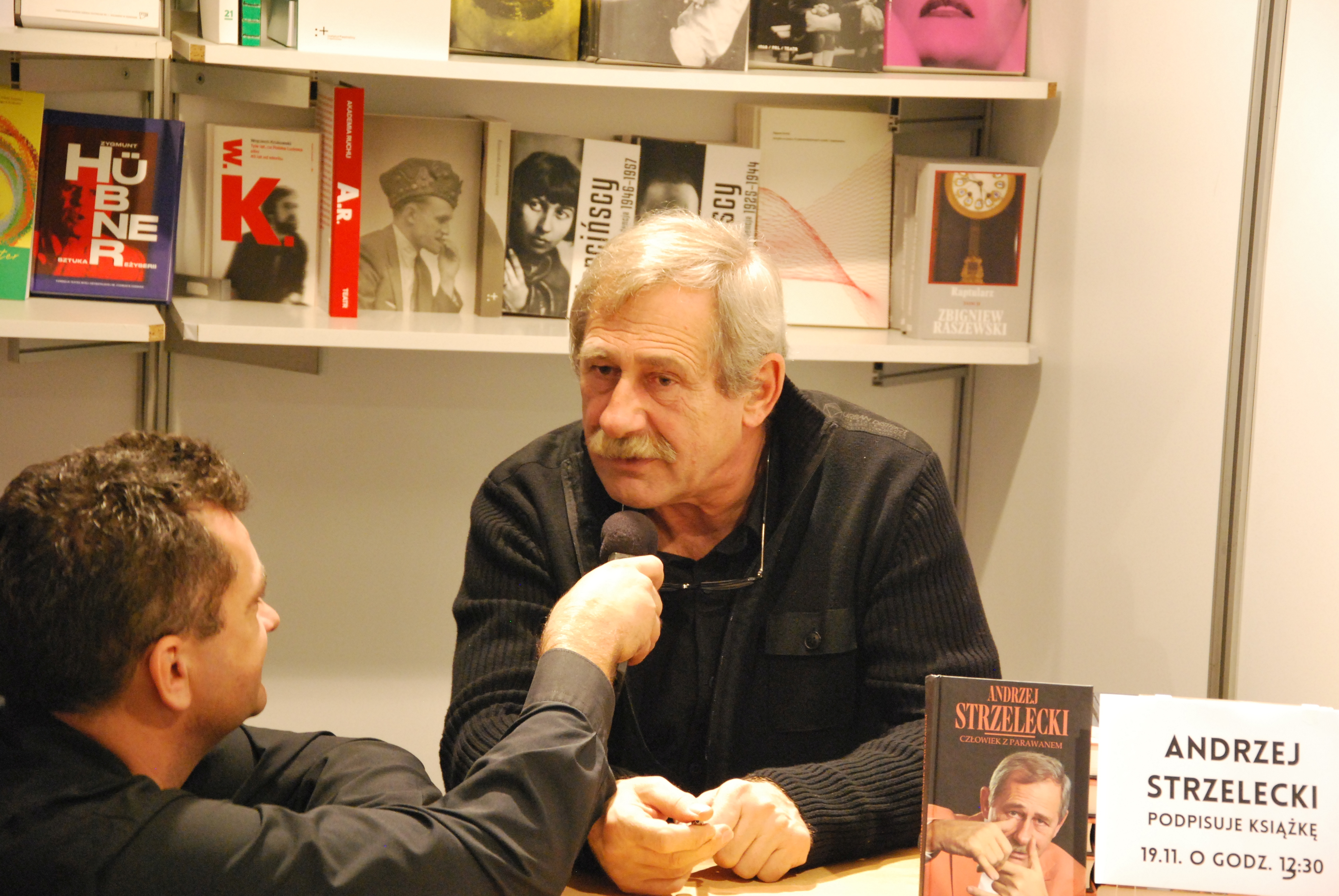
Andrzej Strzelecki podczas VI Salonu Ciekawej Książki w Łodzi (2016)

Urodził się w rodzinie dziennikarzy: Krzysztofa Strzeleckiego i Wandy z domu Sucheckiej. Mieszkał na Starym Mieście w Warszawie. Podczas nauki w XI Liceum Ogólnokształcącym w Warszawie udzielał się w kabarecie „Proteza”. Był absolwentem Wydziału Aktorskiego (1974) i Wydziału Reżyserii (1980) Państwowej Wyższej Szkoły Teatralnej w Warszawie. Był redaktorem czasopisma „Świat Młodych”, współpracował z redakcją dziennika „Sztandar Młodych”, prowadził też studencką gazetę „Organ”.
Od 1976 zajmował się działalnością pedagogiczną – prowadził zajęcia z interpretacji piosenki. W 2004 otrzymał tytuł profesora sztuk teatralnych. W latach 2008–2016, przez dwie kadencje, pełnił funkcję rektora Akademii Teatralnej im. Aleksandra Zelwerowicza w Warszawie. W 2010 otrzymał nagrodę „Prix François Florent” za działalność w obszarze edukacji teatralnej. Prowadził warsztaty mistrzowskie w teatrze Marilyn Monroe w Lew Strasberg Studio w Nowym Jorku.
W latach 1974–1981 był związany z Teatrem Rozmaitości w Warszawie. W 1974 współtworzył Kabaret Kur. Był aktorem Teatru Rampa, w którym pełnił funkcję dyrektora naczelnego i artystycznego w latach 1987–1997. W Rampie wystawił premierowo m.in. autorskie spektakle: Chopin w Ameryce (1993), Film (1995) i Parawan (1996). Zagrał w kilkunastu spektaklach Teatru Telewizji, takich jak Król w Kraju Rozkoszy i Żółta szlafmyca. Grał w jednoaktówkach Michaiła Zoszczenki (Love, Film i Smutne miasteczko).
Był także aktorem filmowym, wystąpił m.in. w Przepraszam, czy tu biją?, Ostatnim biegu, Kuchni polskiej, Przeprowadzkach oraz W pustyni i w puszczy. Popularność wśród telewidzów zdobył rolą lekarza ginekologa, doktora Tadeusza Koziełły-Kozłowskiego, w telenoweli Klan.
Prowadził programy autorskie w TVP, takie jak Parada blagierów, Opowiadania w dur i w moll, Felieton Ilustrowany, Uśmiech słońca, Uśmiech twarzy, Uśmiech deszczu, Milena i Chopin w Ameryce. Prowadził również teleturniej Piramida w Polsacie. Reżyserował koncerty festiwalowe i gale Przeglądu Piosenki Aktorskiej we Wrocławiu, Krajowego Festiwalu Piosenki Polskiej w Opolu, Festiwalu Zjednoczonej Europy w Zielonej Górze, Camerimage w Toruniu, Festiwalu Polskich Filmów Fabularnych w Gdyni oraz Festiwalu Polskiego Radia i Teatru TV w Sopocie. Był dyrektorem artystycznym Festiwalu Gwiazd w Międzyzdrojach. Wyreżyserował m.in. koncert Paola Contego w Polsce, koncert z okazji 200-lecia Szkoły Dramatycznej przy Teatrze Narodowym w Warszawie oraz koncert charytatywny na rzecz Fundacji „A kogo?” w Sali Kongresowej w Warszawie. Przygotowywał prezentacje artystyczne na „Dni Polskie” w Pradze, Moskwie, Wiedniu, Helsinkach, a także na Expo 2000 w Hanowerze i 2005 w Aichi, na Europaliach 2001 w Brukseli oraz na sesji MKOl w Seulu 2000. Pełnił rolę szefa biura prasowego i tłumacza podczas wizyty prezydenta SFRJ Josipa Broza Tity w Polsce. Był członkiem Związku Artystów Scen Polski i Związku Polskich Autorów i Kompozytorów.
Był graczem w golfa, zajął drugie miejsce w klasyfikacji generalnej podczas mistrzostw Polski Hickory Golf w 2012. Był współzałożycielem Polskiego Związku Golfa, zasiadał w zarządzie organizacji. W 2007 wydał książkę pt. Człowiek w jednej rękawiczce, w której zawarł anegdoty i historie dotyczące tej dyscypliny sportu.
Należał do Klubu 500 Monaco, organizacji zajmującej się promocją Monako. Był członkiem komitetu poparcia Bronisława Komorowskiego przed wyborami prezydenckimi w 2010 i w 2015.

## Życie prywatne

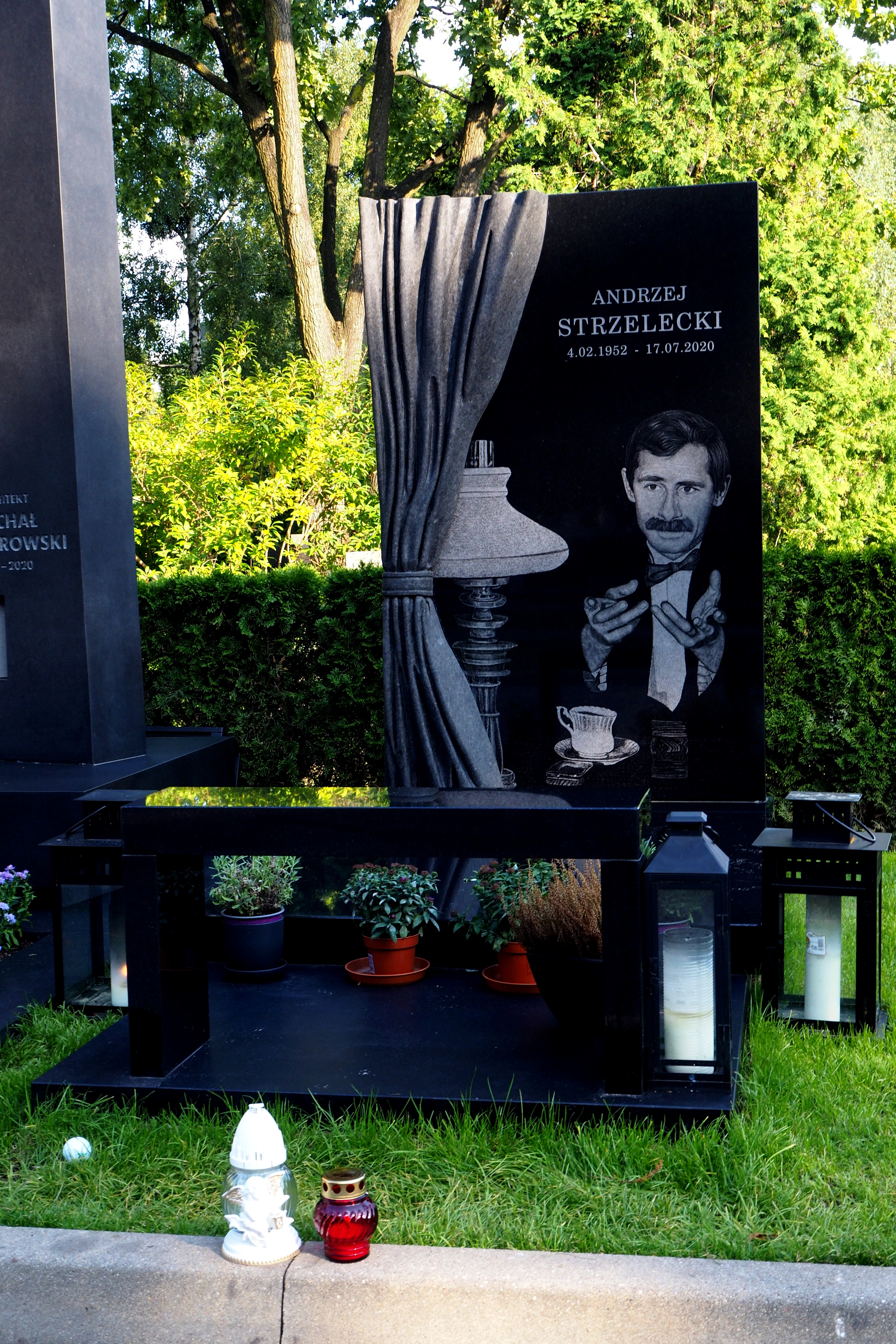
Grób Andrzeja Strzeleckiego na cmentarzu Wojskowym na Powązkach w Warszawie

Młodzieńczą miłością Andrzeja Strzeleckiego była aktorka Anna Szczepaniak. Jego pierwszą żoną była scenografka Ewa Czarniecka, z którą miał córkę Joannę. Następnie ożenił się z aktorką Joanną Pałucką, z którą miał syna Antoniego.
Jego stryjem był dziennikarz sportowy Edward Strzelecki.
W czerwcu 2020 ujawnił, że choruje na nieoperacyjnego raka płuc i oskrzeli, w wyniku tej choroby zmarł 17 lipca 2020. 24 lipca 2020 został pochowany w Alei Zasłużonych cmentarza Wojskowego na Powązkach w Warszawie (kwatera G, rząd tuje, grób 56). Pogrzeb miał charakter świecki z honorami wojskowymi.

## Odznaczenia i wyróżnienia
- Krzyż Komandorski Orderu Odrodzenia Polski (2020, pośmiertnie, za wybitne zasługi dla szkolnictwa artystycznego, za wkład w rozwój sztuki teatralnej i filmowej)[36][37]
- Krzyż Oficerski Orderu Odrodzenia Polski (2011)[38]
- Złoty Krzyż Zasługi (2002)[39]
- Nagroda im. Stefana Treugutta za reżyserię spektaklu telewizyjnego Paradiso (2020)[40]
- Nagrody autorskie: Clowni, Kazanie, Złe zachowanie, Tutti o nessuno, Sweet Fifties, Alicja w krainie czarów (za adaptację i teksty piosenek)
- Nagrody reżyserskie: Alicja w krainie czarów, Clowni, Kazanie, Złe zachowanie, Cabaretro, Love, Tutti o nessuno
- Nagroda im. Tadeusza Łomnickiego, Nagroda Prezesa Rady Ministrów, Nagroda Prezydenta m.st. Warszawy, Nagroda ZAKR-u „Kryształowy Kamerton”, Nagroda Ministra Kultury i Sztuki, Prometeusz 2002

## Wybrana twórczość

### Filmografia
| Rok       | Tytuł                             | Rola                                                      | Uwagi                                               |
| --------- | --------------------------------- | --------------------------------------------------------- | --------------------------------------------------- |
| 1967      | Kiedy miłość była zbrodnią        | chłopak z Hitlerjugend                                    | film wojenny, reżyseria: Jan Rybkowski              |
| 1976      | Przepraszam, czy tu biją?         | konferansjer pokazu mody męskiej w „Maximie”              | film kryminalny, reżyseria: Marek Piwowski          |
| 1977      | Ostatnie okrążenie                | Wiesio, członek organizacji „Wilki”                       | film biograficzny, reżyseria: Krzysztof Rogulski    |
| 1993      | Kuchnia polska                    | Juliusz, redaktor naczelny pisma (odcinek: 6)             | serial telewizyjny, reżyseria: Jacek Bromski        |
| 1999–2020 | Klan                              | Tadeusz Koziełło                                          | serial telewizyjny, reżyseria: różni                |
| 2000      | Przeprowadzki                     | Roman Hirsz, ojciec Lilianny, prezes banku (odcinek: 1)   | serial telewizyjny, reżyseria: Leszek Wosiewicz     |
| 2001      | W pustyni i w puszczy (film)      | Rawlison, ojciec Nel                                      | film przygodowy, reżyseria: Gavin Hood              |
| 2001      | W pustyni i w puszczy (serial TV) | Rawlison, ojciec Nel                                      | film przygodowy, reżyseria: Gavin Hood              |
| 2008      | Rozmowy nocą                      | dawca                                                     | komedia romantyczna, reżyseria: Maciej Żak          |
| 2009      | Niania                            | doktor Andrzej Skowroński, dyrektor liceum (odcinek: 125) | serial telewizyjny, reżyseria: Jerzy Bogajewicz     |
| 2011      | 1920 Bitwa warszawska             | Wincenty Witos                                            | film wojenny, reżyseria: Jerzy Hoffman              |
| 2013      | Na dobre i na złe                 | Jakub (odcinek: 520)                                      | serial telewizyjny, reżyseria: Grzegorz Lewandowski |
| 2017      | Barwy szczęścia                   | doktor Czarnoleski (odcinki: 1693–1695)                   | serial telewizyjny, reżyseria: różni                |
| 2019      | Pół wieku poezji później          | sołtys Włościbyt                                          | Film fanowski, reżyseria: Jakub Nurzyński           |

### Przedstawienia teatralne
- Martwe dusze – Teatr Rozmaitości – Warszawa 1978 (w obsadzie m.in. Jan Matyjaszkiewicz, Jerzy Turek, Janusz Paluszkiewicz, Andrzej Stockinger, Wiesława Mazurkiewicz, Witold Dębicki, Krystyna Tkacz i inni).
- Alicja w krainie czarów – Teatr Rozmaitości – Warszawa 1979 (W obsadzie m.in. Jerzy Bończak, Marek Siudym, Witold Dębicki, Krystyna Tkacz) – Budapesti Gyermekszinhaz – Węgry 1981, Bałtycki Teatr Dramatyczny – Koszalin 1982, Teatr Polski – Szczecin 1983, Teatr Rampa – Warszawa 1994
- Clowni – Teatr Powszechny – Warszawa 1981, Teatr 77 – Łódź 1982, Bałtycki Teatr Dramatyczny – Koszalin 1981, Teatr im. Juliusza Słowackiego – Kraków 1983, Teatr Muzyczny – Gdynia 1983, The Castle Theatre – Waszyngton 1986
- Karnawał – Teatr im. Juliusza Słowackiego – Kraków 1984 (w obsadzie m.in. Jacek Wójcicki, Jacek Chmielnik, Jerzy Grałek, Urszula Popiel) – PWST – Warszawa 1986
- Podróż po Warszawie – Teatr na Woli 1980, (w obsadzie m.in. Hanka Bielicka, Wacław Kowalski, Halina Łabonarska, Dorota Stalińska, Krzysztof Kołbasiuk i inni)
- Kazanie – Bałtycki Teatr Dramatyczny – Koszalin 1983, Teatr Ateneum (SBiA) – Warszawa 1986
- Złe zachowanie – Teatr Ateneum – Warszawa 1984, 1985 (wersja druga), Teatr Rampa – Warszawa 1987, Teatr w Ostrawie – Czechosłowacja 1990, Teatr Viva Art – Warszawa 2003
- Sweet Fifties – Teatr Rampa – Warszawa 1989
- Czerwony stoliczek – Teatr Rampa – Warszawa 1990 (w obsadzie m.in. Daniel Olbrychski, Stanisław Tym, Michał Bajor, Janusz Józefowicz, Adrianna Biedrzyńska i inni).
- Cabaretro – Teatr Rampa – Warszawa 1988
- Love – Teatr Rampa – Warszawa 1991, Akademia Teatralna – Warszawa 2002
- Tutti o nessuno – Teatro di Arezzo – Włochy 1985, (w obsadzie m.in. Daniel Olbrychski).
- Warsztat – Teatr Rampa – Warszawa 1993, (w obsadzie m.in. Stanisława Celińska, Jerzy Zelnik, Hanna Śleszyńska, Wiktor Zborowski, Marian Opania, Krzysztof Tyniec, Stanisław Tym, Daniel Olbrychski, Jan Peszek i inni)
- Con te – Teatr Rampa – Warszawa 1995 (w obsadzie m.in. Piotr Machalica, Robert Janowski i inni)
- Parawan – Teatr Rampa – Warszawa 1996
- Muzykoterapia – Teatr Rampa – Warszawa 1989, Teatr W. Bogusławskiego – Kalisz 1996, Teatr Muzyczny – Gdynia 1997, PWST – Warszawa 1988
- Kundel – Teatr Rampa – Warszawa 1992
- Chopin w Ameryce – Teatr Rampa – Warszawa 1993
- Majestat – Teatr Rampa – Warszawa 1995
- Tides and Waves – Teatr Wielki – Warszawa 1996 (prapremiera w Barcelonie)
- Film – Teatr Rampa – Warszawa 1996
- K-lasówka – Teatr Rampa – Warszawa 1997
- Zobaczyć piosenkę i… – Teatr Polski (PPA) – Wrocław 2000 (w obsadzie m.in. Hanna Śleszyńska, Stanisława Celińska, Piotr Machalica, Wiktor Zborowski, Marian Opania, teatr Montownia i inni).
- Harry i ja – Teatr Powszechny – Warszawa 2000 (w obsadzie Krystyna Janda, Janusz Gajos, Marek Barbasiewicz)
- Promisses, promisses – Opera Nova – Bydgoszcz 2000
- Jaś i Małgosia – BIS – Warszawa 2001 (w obsadzie m.in. Krystyna Tkacz)
- Kwiaty we włosach – Viva Art Music 2002 (w obsadzie m.in. Anna Seniuk, Wiktor Zborowski, Robert Rozmus, Elżbieta Zającówna, Tomasz Stockinger, Hanna Śleszyńska, Piotr Gąsowski i inni)
- Przebój to jest nasz ostatni – Międzyzdroje 2002 (w obsadzie m.in. Piotr Machalica, Krzysztof Kowalewski, Bohdan Łazuka, Wiktor Zborowski, Marian Opania, Wojciech Pokora i inni)
- Szelmostwa Lisa Witalista – BIS – Warszawa 2003 (w obsadzie m.in. Artur Barciś)
- Koziołek Matołek – BIS – 2003 (w obsadzie m.in. Maciej Stuhr, Wiktor Zborowski, Piotr Gąsowski i inni)
- Bal w operze – BIS – Warszawa 2003 (w obsadzie m.in. Wojciech Malajkat, Krzysztof Majchrzak, Piotr Machalica, Ignacy Gogolewski, Dorota Landowska i inni)
- Opera-cja – Międzyzdroje 2003
- Za kulisami – Teatr Buffo – Warszawa 2004 (w obsadzie m.in. Michał Bajor)
- Zemsta nietoperza – Teatr Polski – Warszawa 2005
- Nie gęsi czyli Rej-tan towarzyski – Teatr Na Woli – Warszawa 2005 (w obsadzie m.in. Marian Kociniak, Leonard Pietraszak, Joanna Kurowska, Witold Dębicki i inni)
- Gene-racja i Poko-lenie – Festiwal Gwiazd Gdańsk 2006
- Swing – Międzyzdroje 2006
- Wesoła wdówka – Teatr Polski – Warszawa 2006

## Osiągnięcia golfowe
- EDS Pro-Am Trophy 1996 – I miejsce (team)
- Johnie Walker Golf Cup 1997 – I miejsce (hcp. 16–24)
- Pegueot Challenge Cup 2000 – II miejsce
- Volvo Season Opening Tour 2000 – I miejsce
- Puchar Dyrektora Pr. I TVP 2000 – I miejsce
- Mediatour Cup 2001 – I miejsce (hcp. 0–20)
- Puchar Polskiej Finansjery 2002 – I miejsce brutto
- Lexus Celebrity Cup 2003 – I miejsce (team)
- President's Cup 2004 – III miejsce (hcp. 10, 5–16, 4)
- Wicemistrz Warszawy 2005
- Zentiva Cup 2005 – I miejsce (hcp. 0–12)
- VIP-CUP 2006 – II miejsce (team)
- Puchar Mediów 2006 – II miejsce (z Joanną Pałucką)